# Eskelhem-Tofta församling
Eskelhem-Tofta församling är en församling i Eskelhems pastorat i Medeltredingens kontrakt i Visby stift i Svenska kyrkan. Församlingen ligger i Gotlands kommun i Gotlands län.

## Administrativ historik
Församlingen bildades 2006 genom sammanslagning av Eskelhems församling och Tofta församling.

## Kyrkor
- Eskelhems kyrka
- Tofta kyrka
- Gnisvärds strandkyrka